# Zveza kuščarjev
Zveza kuščarjev ali Društvo kuščarjev (nemško Eidechsenbund, poljsko Związek Jaszczurczy, latinsko Societas Lacertarum) je bila organizacija pruskega plemstva iz dežele Helmno, ustanovljena 24. februarja 1397 v Radzyńu Chełmińskem kot viteška bratovščina, ki naj bi branila svoje člane pred vsem nezakonitostim, z izjemo vrhovne oblasti in osebe velikega mojstra. Mnenje, razširjeno v starejšem zgodovinopisju, da je imela Zveza kuščarjev že od vsega začetka svojega obstoja skrivni cilj odcepiti Helminsko deželo in jo priključiti Poljski, v primarnih virih ni potrjeno. Prav tako ni nobenega primera opozicijskega delovanja društva.

## Zgodovina
Ustanovitelji Zveze so bili Mikołaj iz Rynska, njegov brat Jan iz Pułkówa in njuna bratranca Fryderyk iz Kitnówa in Mikołaj iz Kitnówa. Po smrti Mikołaja iz Kitnówa je njegovo mesto leta 1408 zasedel Oton iz Konojadyja.
Zveza je delovala javno in so jo redovne oblasti tolerirale in priznavale kot organizacijo, ki brani interese vitezov. Člani so prisegli na medsebojno osebno in premoženjsko pomoč brez vsakršne nezvestobe, lažnivosti, izdaje in kakršnih koli drugih zvijač zoper vsakogar, ki bi nadlegoval, zatiral ali kako drugače škodoval članu zveze. Izjema je bil veliki mojster Tevtonskega reda. Znak pripadnosti Zvezi. je bil srebrni kuščar, ki so ga nosili na tuniki.
Prelomno je bilo leto 1410, ko je Nikolaj iz Rynska med bitko pri Grunwaldu spustil helminski prapor, kar je pomenilo umik, in po osvoboditvi iz ujetništva s tovariši častno prisegel zvestobo poljskemu kralju. Čeprav predaja prapora v zadnji fazi bitke ni bistveno vplivala na njen izid, je bilo to dejanje kasneje obravnavano kot izdaja. Nezvestobe so tevtonski vitezi obtoževali tudi druge helminske viteze. Po vojni s Tevtonskim redom so bili člani Zveze kuščarjev preganjani, poljski kralj Vladislav II. Jagelo, veliki vojvoda Witold in veliki maršal krone Zbigniew iz Brzezie pa so jih branili s pošiljanjem ostrih pisem velikemu mojstru Henriku von Plauenu.
Na novico o aretaciji Mikołaja iz Pilewic se je Mikołaj iz Rynska zatekel v Dobrzyń na grad škofa iz Włocławka v Ciechocinu, vendar se je novembra vrnil v Prusijo. Po vrnitvi naj bi se opravičeval pred velikim mojstrom zaradi svojega vedenja. Po sklenitvi Prvega torunjskega miru je bil Mikołaj na večerji pri županu Lipieneka Henriku Holtu zahrbtno aretiran in brez možnosti obrambe na sodišču obsojen na smrt.  Maja 1411 je bil na trgu v  Grudziądzu javno obglavljen kljub nedotakljivosti, ki je izhajala iz Torunjskega sporazuma. Obtožbo poljske strani o kršitvi jamstev mirovnega sporazuma so tevtonski vitezi zavrnili z argumentom, da je bil razlog za aretacijo in obglavljenje Mikołaja njegovo sodelovanje v domnevni zaroti poveljnika Radzyńa Jerzyja Wirsberga proti Henriku von Plauenu.
Pobegli člani Društva kuščarjev so se lahko vrnili na svoja posestva šele oktobra 1413  po odstavitvi Heinricha von Plauena s položaja velikega mojstra, ko je novi veliki mojster postal Mihael Küchmeister von Sternberg.
Ob koncu 15. stoletja, ko se je spopad med pruskimi državami in Tevtonskim redom zaostril, je delovanje zveze oživelo, vendar je bil odnos njenih članov dolgo časa spravljiv. Njeno delovanje dokazuje na primer sodelovanje pri pogajanjih leta 1435 in podpis Jana iz Szczuplinkega na Breščkujavskem mirovnem sporazumu.
Člani Zveze kuščarjev so bili med drugimi helminski praporščak Jan Cegenberg, soustanovitelj Pruske zveze Avguštin iz Szewe in od oktobra 1452 župan Torunja Tieleman vom Wege in Gabriel Bażyński (von Baysen).
Ob  izbruhu upora  pruskih stanov in trinajstletne vojne so bili člani Zveze, z izjemo Cegenberga, nasprotniki redovnih oblasti. Omemba darovanja srebrnega kuščarja Jana iz Głuchówa v zakladnico Pruske zveze leta 1454 je zadnja sled o obstoju Zveze kuščarjev. Po tem dejanju so povsem izginili iz zgodovine.